# Volles Herz und leere Taschen
Volles Herz und leere Taschen ist eine 1963 in Rom entstandene deutsch-italienische Filmkomödie mit massiven Seitenhieben auf italienische Mentalitäten, Korruption und Moralvorstellungen. Unter der Regie von Camillo Mastrocinque spielt Thomas Fritsch einen modernen Hans im Glück; an seiner Seite übernehmen Alexandra Stewart und Senta Berger die weiblichen Hauptrollen.

## Handlung
Der junge Deutsche Rik Hofer lebt schon seit drei Monaten in Rom, ohne es dort zu irgendetwas gebracht zu haben. Eines Tages lacht ihm das Glück auf der Via Veneto zu, als er der 10.000. Gast in einem Restaurant wird, wo er eigentlich nur ganz normal zwei Teller Spaghetti essen wollte. Der Restaurantchef überreicht ihm den Preis von 50.000 Lire, und Rik darf darüber hinaus eine Mahlzeit nach seiner Wahl aussuchen. Die junge, blonde Journalistin Laura setzt sich zu Rik, in der Hoffnung, von dem etwas schüchternen Ausländer wenigstens eine kleine Geschichte für den Lokalteil ihrer Zeitung, La voce di Roma (Die Stimme Roms), zu ergattern. Wenig später lernt der nun erstmals mit etwas Bargeld ausgestattete Rik vor einem Nachtclub die mondäne Elga kennen, eine schwarzhaarige Ganovin, die sich ihm gegenüber als die von einem gewissen Luigi verfolgte Unschuld ausgibt. Beide jungen Leute gehen in den Club, während Luigi, der diese Begegnung Riks mit Elga eingefädelt hat, draußen vor der Tür bleibt. Im Stripclub erzählt Elga dem Naivling aus Deutschland eine herzzerreißende Geschichte, und wenig später landen beide jungen Leute in Elgas Bett in ihrer Wohnung. Während die Gaunerin Rik mit der Bitte, nach einer Zigarette zu suchen, kurz ins Bad schickt, bestiehlt sie ihn um seine 50.000 Lire aus dem Restaurant. Rik beobachtet sie jedoch mittels eines Blicks in den Spiegel und holt sich sein eigenes Geld, das Elga in ihre Handtasche gesteckt hat, bei nächster Gelegenheit wieder zurück. Dabei nimmt er versehentlich auch ein Foto mit, das Elga in verfänglicher Pose mit einem ihm fremden Mann zeigt.
Auf dem Weg zurück in seine Wohnung kollidiert Rik am frühen Morgen mit einem Hausierer, der sich daraufhin heißblütig-südländisch echauffiert. Um ihn zu besänftigen, kauft Rik ihm eine Tube Rasiercreme für 1000 Lire ab. In seiner von der Zimmerwirtin inzwischen weitervermieteten Wohnung entdeckt Rik ein Pärchen in „seinem“ Bett. In der Wohnung seines einzigen Freundes in Rom macht Rik gleich zwei Entdeckungen: Er hat Elga nicht nur besagtes Foto entwendet, sondern auch zu viel Geld aus ihrer Handtasche entnommen, so dass er nunmehr anstatt der 50.000 sogar 80.000 Lire besitzt. Außerdem erweist sich die Rasiercreme des Hausierers als Schuhcreme. An der Creme-Tube befindet sich ein Werbe-Anhängsel, das besagt, dass Rik als stolzer Tubenbesitzer den ersten Preis bei einem Wettbewerb, genannt: die „Goldene Venus“, gewonnen habe. Der erste Preis ist nicht weniger als ein schicker Sportwagen. Bei der Preisverleihung ist Laura erneut anwesend. Sie und Rik verabreden sich am kommenden Abend zu einem gemeinsamen Essen. Als der Sportflitzer von Jane, der rechten Hand und Geliebten des Firmenmagnaten Dottore Botta, Rik mit Küsschen links und Küsschen rechts übergeben wird, ist Laura ein wenig eifersüchtig. Jane bietet sich an, Rik mit seinem gewonnenen Auto nach Hause zu fahren, da der Neubesitzer seinen Führerschein nicht dabei habe. Auf Riks Wunsch hin hält Jane kurz vor Elgas Domizil an, weil er ihr das von ihm entwendete Geld zurückgeben möchte, doch Elga und ihr Freund sind bereits auf und davon. Als ein Regenschauer naht, beschließen Jane und Rik in ihrer Wohnung Unterschlupf zu suchen. Von den durchnässten Kleidern befreit, landen die beiden jungen Leute ebenfalls im Bett.
Jane ist als Geliebte Bottas ein wenig beunruhigt, als dieser unvermittelt in dem Liebesnest auftaucht, während Rik im ersten Stock noch in Janes Bett schläft. Jane macht, in Kenntnis des geheimnisvollen Fotos mit Elga und dem anderen Mann, Botta klar, dass dieser junge Deutsche ihm noch von Nutzen sein könne, und überredet ihren deutlich älteren Geliebten, Rik in seiner Firma, die in Wahrheit hoch verschuldet ist, einzustellen. Am folgenden Abend kann Laura Rik davon überzeugen, den von Botta angebotenen Job abzulehnen. Er verspricht Laura stattdessen, ihre Offerte anzunehmen und bei La voce di Roma, wo auch sie angestellt ist, anzufangen. Anschließend tanzen beide in die römische Nacht hinaus, und an einem Brunnen kommt es zum ersten Kuss zwischen Laura und Rik. Ehe es in Lauras Wohnung, in der Freundin Sabine mit Argusaugen auf die Einhaltung der Moral achtet, zum ‚Äußersten‘ kommen kann, sorgt Laura dafür, dass Rik den Heimweg antritt.
Am nächsten Tag geht Riks Glückssträhne weiter. Auf Veranlassung von Jane, die sich durch Riks Anwesenheit einen Vorteil verspricht, kommt es im Büro von Botta zu einer Firmenneugründung, an der Rik mit einem (eher symbolischen) Prozent Firmenanteil beteiligt wird. Dieses eine Prozent wird von Botta selbst spendiert, den Löwenanteil, 89 Prozent, hält eine alte Freundin Bottas, die abgehalfterte Pokerspielerin Gräfin Borgia – ebenso alter wie verarmter Adel. Zu Riks größter Überraschung soll er auch noch den Posten des Generaldirektors dieser Firma übernehmen. Noch ahnt der reine Tor nicht, dass er lediglich als Aushängeschild und Strohmann dienen soll. Mit Rik als Konzern-Feigenblatt plant Botta, das ganz große Geschäft zu machen, ohne in der Öffentlichkeit selbst namentlich aufzutauchen. Botta will nämlich ganz groß in den staatlichen Autobahnbau nach Sizilien einsteigen. Botta weist Jane an, dem neuen „Generaldirektor“ Rik eine Anzahlung auf sein Monatsgehalt in einer Höhe von 800.000 Lire zukommen zu lassen. Als Laura von Rik erfährt, dass er von Botta ein Angebot bekam, das er nicht ablehnen konnte, ist sie enttäuscht von ihm. Botta hat jetzt nur noch eine wichtige Hürde zu überwinden, wenn er an die italienischen Steuergelder herankommen will: Er muss eine Straßenbaugenehmigung  erhalten, und die bewilligt ausschließlich der Generaldirektor der staatlichen Straßenbauunternehmungen, Dottore Matarassi. Matarassi ist ebenjener Mann auf dem freizügig ausgefallenen Foto an der Seite Elgas. Dieses Foto ist Gold wert, denn damit ist der verheiratete Staatsbeamte erpressbar.
Jane macht sich im Auftrag Bottas, der nicht weniger verlangt, als dass sich seine Freundin und rechte Hand bei Matarassi prostituiert, sofort auf den Weg zu dem hohen Staatsbeamten, um ihn in erpresserischer Weise unter Druck zu setzen. Für 25 Prozent Beteiligung als Bestechungssumme und die Herausgabe des kompromittierenden Fotos zeigt sich der korrupte Matarassi zur Kooperation bereit. Jane handelt ihn zwar auf zehn Prozent herunter, muss sich aber für diesen Nachlass für eine Liebesnacht zur Verfügung stellen. En passant erwähnt Matarassi, dass er in der kommenden Nacht beabsichtige, mit dem Schlafwagen nach Sizilien zu fahren. Ebenso „zufällig“ erscheint dann auch Jane in Matarassis Nachbarabteil. Es kommt zum Austausch der Dokumente gegen Bares und Jane gibt sich ganz und gar dem deutlich älteren Herrn nolens volens hin. Zur selben Zeit betrügt Botta Jane mit seiner Sekretärin, der weizenblonden, vollbusigen Giulia.
Am folgenden Tag kann Jane Botta die frohe Kunde überbringen, dass der Deal mit Masaratti in trockenen Tüchern sei. Firmen-„Direktor“ Rik Hofer kommt hinzu und legt kurz seine Mappe ab, die exakt so aussieht wie diejenige Bottas (was kein Wunder ist, da beide Mappen von Jane gekauft wurden). Als Rik den Konferenzraum wieder verlässt, nimmt er ausgerechnet diejenige Mappe mit, in der Botta Matarassis hochbrisante Autobahnpläne mit den bereits von Botta angekauften bzw. mit Kaufoption belegten angrenzenden Grundstücken aufbewahrt. In seinem Büro erhält Rik derweil ein Schreiben von Lauras Freundin Sabine. Diese teilt ihm darin mit, wie traurig Laura über Riks Entscheidung sei, dass er sich auf den halbseidenen Unternehmer Botta eingelassen habe. Am Abend wird Rik von einer Signora Ambrogio Minelli empfangen, die ihn von Anbeginn umgarnt. Auch diese steinreiche Dame aus Mailands Upper Class hat ganz offensichtlich großes Interesse an den Autobahngrundstücken, für die Botta Kaufoptionen besitzt. Signora Minelli glaubt, mit dem offensichtlich grundnaiven Deutschen leichtes Spiel zu haben, und bietet dem „Firmendirektor“ sogleich an, ihm die angeblich „völlig wertlosen“ Grundstücke sofort abzukaufen. Als die Milliardärin für einen Moment aus dem Zimmer entschwindet, entdeckt Rik, dass sich die Trassenführungspläne für die Autobahn in seiner Mappe befinden. Prompt landet er mit Signora Minelli im Bett, und beide handeln, den Trassenführungsplan vor sich auf der Bettdecke liegend, die Verkaufsmodalitäten aus. Zwischen Küssen und Zärtlichkeiten handelt man einen Verkaufspreis von 50 Millionen Lire aus. Am nächsten Morgen unterschreibt Rik den Verkaufsvertrag. Rik glaubt, den Deal des Jahrhunderts gemacht, und die Mailänderin, den Trottel aus Germania über den Tisch gezogen zu haben. Als der betrogene Betrüger Botta erfährt, dass Rik seine „Goldgrube“ für läppische 50 Millionen Lire anstatt der taxierten drei Milliarden Lire an die Minelli verkauft hat, ist er außer sich und will Rik an den Kragen, als ein Telefonanruf Jane erreicht. Freudig gibt sie die empfangene Nachricht aus diesem Telefonat an den noch eben zornesroten Botta weiter: Die Autobahn werde nicht gebaut „und die Minelli kann sich aus ihren Grundstücken einen Friedhof machen, für sich und ihre werte Familie“, wie Jane hämisch bemerkt. Und wieder einmal mehr ist Rik Hofer ein moderner Hans im Glück.
Signora Minelli schnaubt vor Wut. Sie glaubt, dass Botta sie bewusst hereingelegt habe, und ruft Lauras Chef, Chefredakteur Cobbelli von La voce di Roma an, die natürlich auch dem Minelli-Konzern gehört. Sie möchte, dass die Zeitung eine ganze Artikelserie gegen Botta startet. Zeitgleich treffen sich Rik und Laura wieder und sprechen sich aus. Es kommt zur Trennung, denn Laura sieht ein, dass sie sich in Rik offensichtlich getäuscht hat: Während er partout Karriere machen will und nichts Anstößiges daran findet, für Botta zu  arbeiten, erwartet sie von dem Mann ihres Lebens Anstand, Ehrlichkeit und Aufrichtigkeit. In ihrer Redaktion angekommen, übergibt Cobbelli Laura sogleich den Eilauftrag, mit der Artikelserie gegen Botta zu beginnen. Die ist wegen ihrer alten Verbundenheit mit Rik nicht übermäßig begeistert davon. Für Rik geht es von nun an ebenso steil bergab, wie es kurz zuvor aufwärts ging: Bottas Scheck über eine Million Lire Prämie als Dank für die 50 Millionen aus der Hand von Signora Minelli ist nicht gedeckt, sein gewonnener Sportwagen wurde beschlagnahmt, weil Botta den Lieferanten des Fahrzeugs nie bezahlen konnte, und dann ruft ihn auch noch Laura an und warnt Rik davor, dass die Artikelserie gegen Botta auch ihn in den Abgrund ziehen werde. „Wir haben genug Unterlagen, um ihn für 200 Jahre einzulochen“, erklärt sie ihrem Ex-Freund drastisch. Rik, selbst im Unglück noch fair, ruft daraufhin sofort Botta an und warnt ihn, dass sich etwas über ihm zusammenbraue.
Am nächsten Tag geht die Zeitung in Druck mit der Schlagzeile auf der Titelseite: „Botta Gangster Nr. 1“. Rik kommt in die Druckerei, um sich endgültig von Laura zu verabschieden und ihr zu sagen, dass er nun wieder genauso pleite sei wie zu dem Zeitpunkt, als sich beide kennenlernten. Selbst für die Heimfahrt habe er nicht mehr genug Geld, erklärt Rik. Laura versucht daraufhin, von ihrem Chef Vorschuss zu ergattern, um Rik die Flucht aus Italien zu ermöglichen. In Cobbellis Büro hat sich in der Zwischenzeit auch Zeitungsbesitzerin Minelli eingefunden, die in trauter Eintracht mit dem gleichfalls anwesenden Botta auf dem Sofa sitzt. Der tut so, als könnte er kein Wässerchen trüben, will aber unbedingt erreichen, dass der Artikel nicht erscheint. Botta hat noch ein Ass im Ärmel, das natürlich typisch für ihn ist: Er bietet einen „schmutzigen Deal“ an. Nach den nächsten Parlamentswahlen könne die einflussreiche Minelli ihn, Botta, als Unterstaatssekretär empfehlen, sodass er sich auch um die Straßenbaubelange kümmern könne. Dann würde der Beschluss gegen den Autobahnbau aufgehoben, er behalte die 50 Millionen Lire und die Signora könne die derzeit wertlosen Grundstücke doch noch zu sehr viel Geld, nämlich die angestrebten zwei Milliarden, machen. Beide wenig skrupelbehafteten Geschäftsleute verstehen sich blendend und schlagen, ganz Partners in Crime, ein. Botta zieht sich aus der Geschäftswelt zurück und geht fortan in die Politik; da sei, so ist er fest überzeugt, eh mehr zu holen, wie ihn seine langjährige Erfahrung in Bestechungsangelegenheiten lehrt. Und tatsächlich geht die Artikelserie nicht in Druck. Chefredakteur Cobbelli verlässt fassungslos das Besprechungszimmer und teilt Laura mit, dass sie entlassen sei und sich ihre Abfindung abholen könne.
Stattdessen erscheint am kommenden Tag La voce di Roma mit exakt demselben Bild auf der Titelseite, das für die Verrissserie zu Bottas Machenschaften vorgesehen war. Nur diesmal ziert es die Überschrift: „Botta, der kommende Mann der politischen Erneuerung Italiens“. Enttäuscht und desillusioniert zerknüllt Laura das neue Zeitungsblatt in Anwesenheit Riks, der nun in Italien bleiben kann. Rik will jedoch zurück zu seinem Vater gehen und endlich einmal „lernen, richtig zu arbeiten“, wie er erklärt. Aber er werde zurückkehren, versichert Rik Laura, und dann werde dies ein anderer Rik sein, „einer, der vielleicht zu dir passt“. Der Kutscher, der Riks Aufs und Abs als Erzähler im Hintergrund begleitet hat, beschließt diese Geschichte mit folgenden Worten: „Er weiß es vielleicht noch nicht, aber sein wirkliches Glück fing in diesem Augenblick erst an.“ Dann wird das Noch-nicht-Paar zum Bahnhof kutschiert.

## Produktionsnotizen
Franz Antel, ansonsten meist Regisseur, fungierte hier als Produzent und Drehbuchautor und bezeichnete sein Werk als eine moderne Version zum Thema „Hans im Glück“. Volles Herz und leere Taschen entstand mit internationaler Besetzung 1963 in Rom (Außenaufnahmen) sowie im Studio der Bavaria in Geiselgasteig (Studioszenen) und wurde am 27. Februar 1964 in Berlins Marmorhaus uraufgeführt.
Carl Szokoll war Herstellungsleiter. Herta Hareiter entwarf die Filmbauten, Millina Mignone die Kostüme. Filmeditor Adolph Schlyssleder fungierte hier auch als Regieassistent. Klaus König und Kurt Kodal arbeiteten als einfache Kameraleute Chefkameramann Riccardo Pallottini zu. Der 25-jährige Manfred Spies gab hier seinen Einstand vor der Kamera.
Das Gros der Mitwirkenden spricht seinen Text in der jeweiligen Muttersprache. Obwohl muttersprachlich nicht Deutsche, spricht die gebürtige Mexikanerin Linda Christian ihren Text auf Deutsch.

## Einordnung und Kritiken
Der Film spielt auf genüssliche Weise mit Begriffen wie Moral, Schein- und Doppelmoral, Sittsamkeit, Treuherzigkeit und jugendlicher Naivität und verweist überdies auf die Gegenwärtigkeit alltäglicher Korruption im Miteinander des modernen Italiens. Darüber hinaus wird ein fließender Übergang von sexueller Libertinage zur Prostitution insinuiert, eine vorgebliche Zeiterscheinung der modernen, römischen Gesellschaft. Eine Szene veranschaulicht dies besonders: Als Jane ihren Geliebten Botta (in dessen Auftrag!) mit Matarassi betrügt und sich von diesem, gleich nachdem sie die streng geheimen Autobahnpläne in Empfang genommen hat, im Schlafwagen begatten lässt, rechtfertigt Botta sein zeitgleiches, eigenes Fremdgehen gegenüber seiner ihm willigen Sekretärin Giulia – sie fragt Botta: „Warum wollten Sie eigentlich mit mir ins Bett gehen?“ – mit den Worten: „Ach weißt du, eigentlich nur wegen der Gewissensbisse. Ich liebe Jane wirklich. Und wenn ich sie zwinge, etwas Schlechtes zu tun, dann tue ich auch gleich etwas Schlechtes … zum Ausgleich. Damit wir einander nichts vorzuwerfen haben.“ Giulias Entgegnung, unwillentlich sarkastisch: „Ihr beide müsst euch tatsächlich sehr lieben.“ Botta seufzt und atmet tief durch. Dann sagt er „Ja, fraglos“ und fällt erneut über Giulia her.
Vor allem die katholische Filmkritik hatte angesichts dieser als „amoralisch“ gegeißelten Grundtendenz dieses Films erwartungsgemäß massive Einwände gegen Volles Herz und leere Taschen. Dies und die Tatsache, dass die blonde, deutsche Schauspielerin Margaret-Rose Keil in der Bettszene mit Gino Cervi für einen kurzen Moment oben ohne zu sehen ist, erklärt wohl auch die hohe Altersfreigabe von ab 18 Jahren. Nachfolgend einige Einzeleinschätzungen:

„‚Hans im Glück‘ ist ein Waisenknabe gegen diesen Thomas Fritsch. Sein Glück wird in den Betten und Luxusappartements Roms geschmiedet. Allerdings nicht solide genug. Nach einem Serienwurf Fortunas sitzt das scharmant lächelnde Kerlchen zwar auf einem Direktorensessel, doch der Generaldirektor ist leider ein Gauner und somit fällt die betont ‚halbseidene‘ Karriere in sich zusammen. (…) Das den Zufall strapazierende Histörchen um einen Taugenichts von heute hat einige amüsante Szenen und Dialoge, begibt sich aber mehr plump als pointiert ironisch auf die ‚Geschäftsebene‘ von dolce vita. Am erfreulichsten noch der Umgang von Fritsch jr. mit verführerischen Evas jeglichen Schönheitstyps: Alexandra Stewart, Senta Berger, Dominique Boschero, Linda Christian.“

In Paimann’s Filmlisten heißt es: „Also eine moderne Karrieregeschichte, in der Thomas Fritsch wieder einmal typisiert herausgestellt [wird]... recht erheiternd... .“
In Filme 1962/64 ist Folgendes zu lesen: „Modernes Märchen, das Unmoral und Korruption zu kritisieren vorgibt, tatsächlich aber damit sympathisiert.“
Das Lexikon des Internationalen Films vermerkt: „Der Versuch einer augenzwinkernden Moralkomödie, die jedoch bei bemerkenswertem äußerem Aufwand nicht mehr als Gefühlskitsch und hausbackene Erotik bietet.“